# Bonifacio García (Morelos)
Bonifacio García es una localidad del estado mexicano de Morelos. Es parte del municipio de Tlaltizapán.

## Toponimia
El nombre de la localidad rinde homenaje a Bonifacio García Maldonado, militar partícipe de la revolución mexicana en favor del bando zapatista, oriundo del estado de Morelos.

## Demografía
| Gráfica de evolución demográfica |
|                                  |

| Censo | Población |
| ----- | --------- |
| 1930  | 111       |
| 1940  | 533       |
| 1950  | 596       |
| 1960  | 914       |
| 1970  | 1148      |
| 1980  | 1293      |
| 1990  | 1614      |
| 2000  | 2000      |
| 2010  | 2151      |
| 2020  | 2013      |